# Girolamo Dandolo
Girolamo Dandolo, född den 26 juli 1796 i Venedig, död där i mars 1866, var en italiensk statsman och historiker.
Dandolo, som var den siste av sin ätt, blev regeringssekreterare i det lombardisk-venetianska kungariket samt, när Venedig (1848) förklarat sig för republik, guvernör i Rovigo. Efter piemontesernas nederlag vid Novara (1849) utnämndes han till kommissarie i Chioggia, och under Venedigs belägring (samma år) var han föreståndare för provianteringskommissionen. Ärkehertig Ferdinand Maximilian gjorde honom slutligen till direktör för det stora statsarkivet vid Santa Maria Gloriosa dei Frari. Dandolo författade bland annat Osservazioni sui quattro cavalli della basilica di San Marco (1817), Alcune parole al Lloyd di Vienna e suoi corrispondenti sul porto franco di Venezia (1850), La caduta della repubblica di Venezia e i suoi ultimi cinquant' anni (1858), Il porto di Malamocco och Il Carmagnola (1865).